# Beeldenpark van het Museu de Arte Moderna

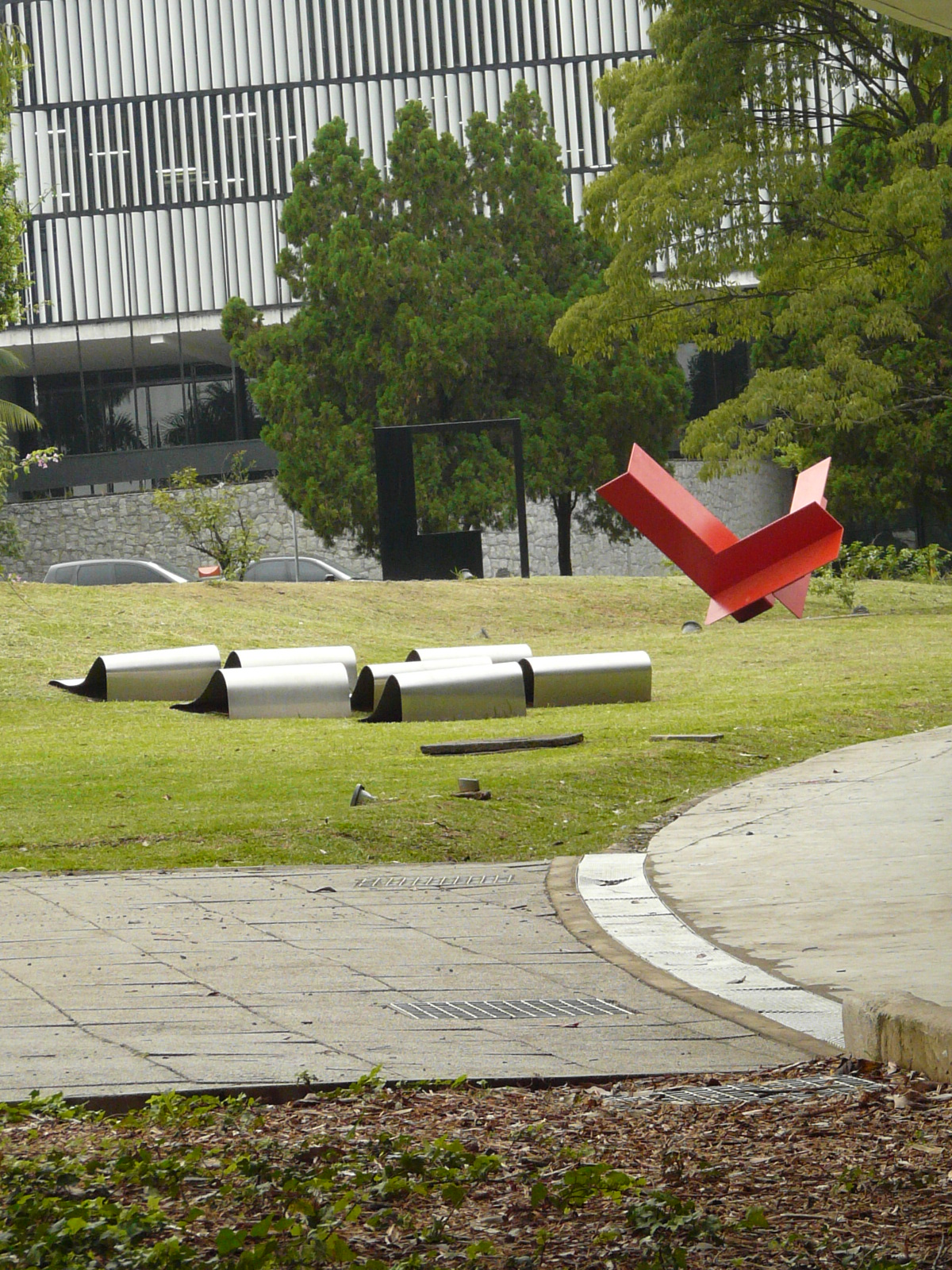
Beeldenpark van het MAM-SP

Het Beeldenpark van het Museu de Arte Moderna is sind 1993 de buitencollectie van het Museu de Arte Moderna de São Paulo (MAM-SP) in de Braziliaanse stad São Paulo.
De beeldencollectie toont moderne en hedendaagse beeldhouwkunst van Braziliaanse beeldhouwers in de Jardim de Esculturas en het Parque do Ibirapuera.

## Collectie
De buitencollectie omvat sculpturen van onder anderen:
1. Charters de Almeida : Relógio de Sol (1984)
2. Emanoel Araújo : Aranha (1981)
3. Elisa Bracher : Sem título (1999)
4. Amílcar de Castro: Carranca (1978)
5. Alfredo Ceschiatti : As Irmãs (1966/2001)
6. Lelio Coluccini : A Caçadora
7. Sérvulo Esmeraldo : Tetraedros (1997)
8. Luiz Hermano : Laminescate (1991)
9. Felícia Leirner : Escultura (1973)
10. Antonio Lizárraga : Realidade alusiva (1988)
11. Cleber Machado : Miragem I, II e III (1988)
12. Cleber Machado : Árvore (1991)
13. Ivens Machado : Sem título (1994)
14. Hisao Ohara : Pedra torcida (1985)
15. Eliane Prolik : Aparador (1991)
16. Nuno Ramos : Craca - 2a versão (1995/96)
17. José Resende : Sem título (1997)
18. Amélia Toledo : Sete Ondas - uma escultura planetaria (1995)
19. Caciporé Torres : A coisa (1972)
20. Ângelo Venosa : Sem título (1997)
21. Franz Weissmann : Cantoneiras (1975)
22. Franz Weissmann : Grande quadrado preto com fita (1985)

## Fotogalerij

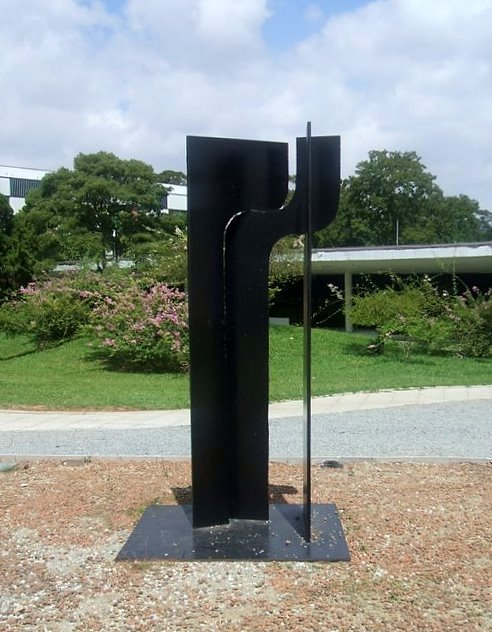
1 : Relógio de Sol
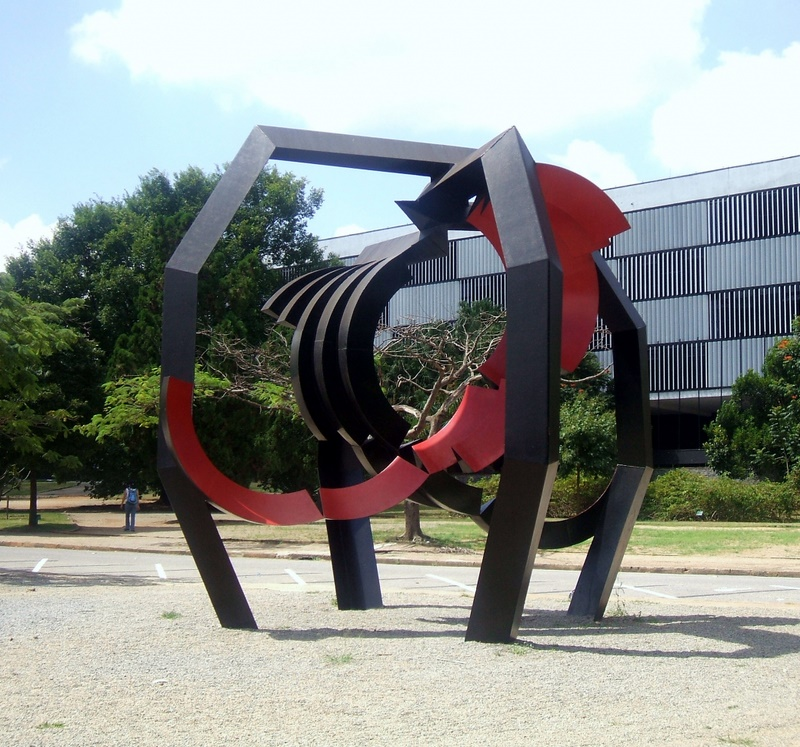
2: Aranha
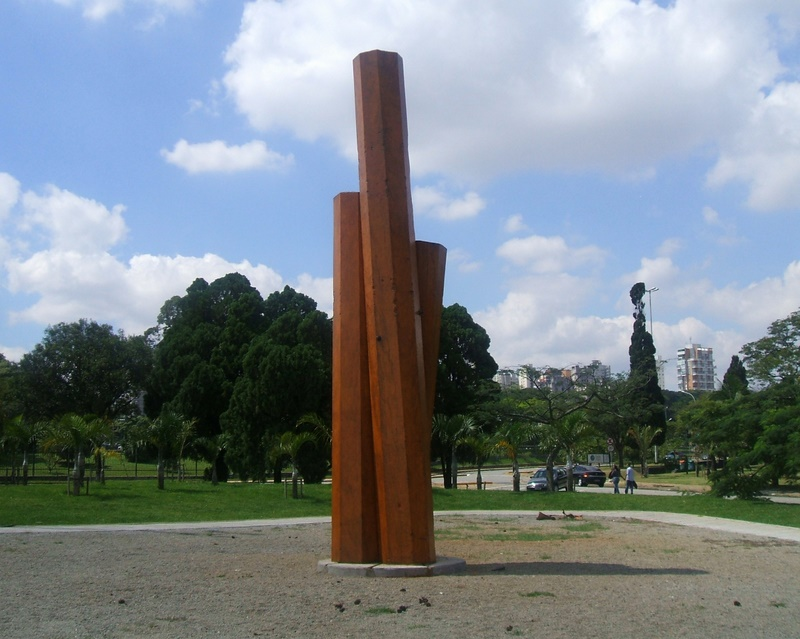
3 : Sem título
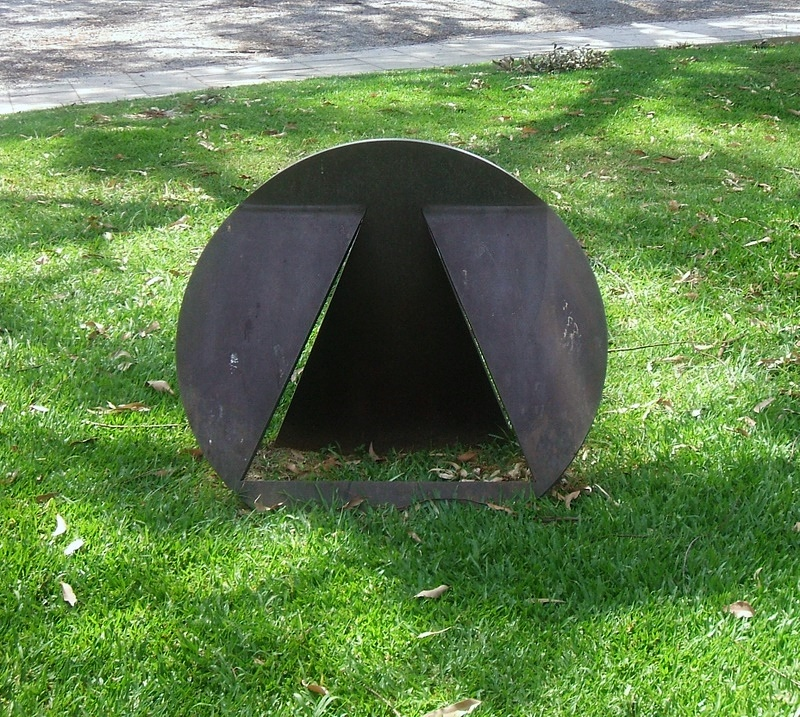
4 : Carranca
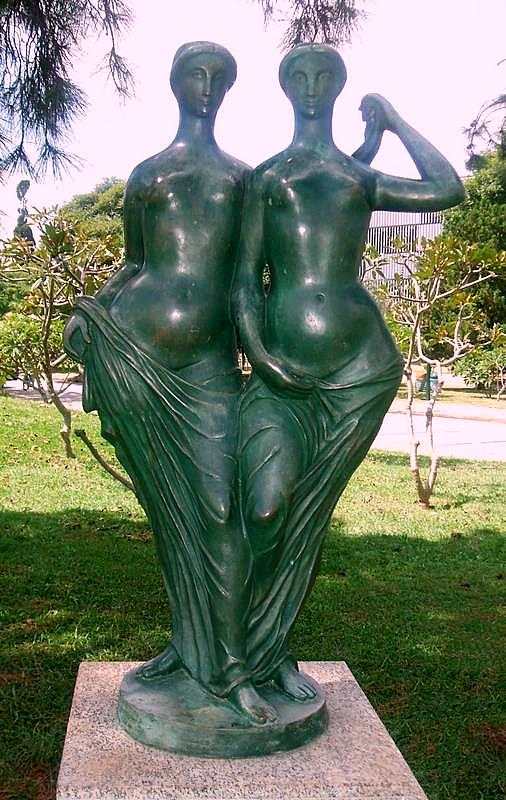
5 : As Irmãs
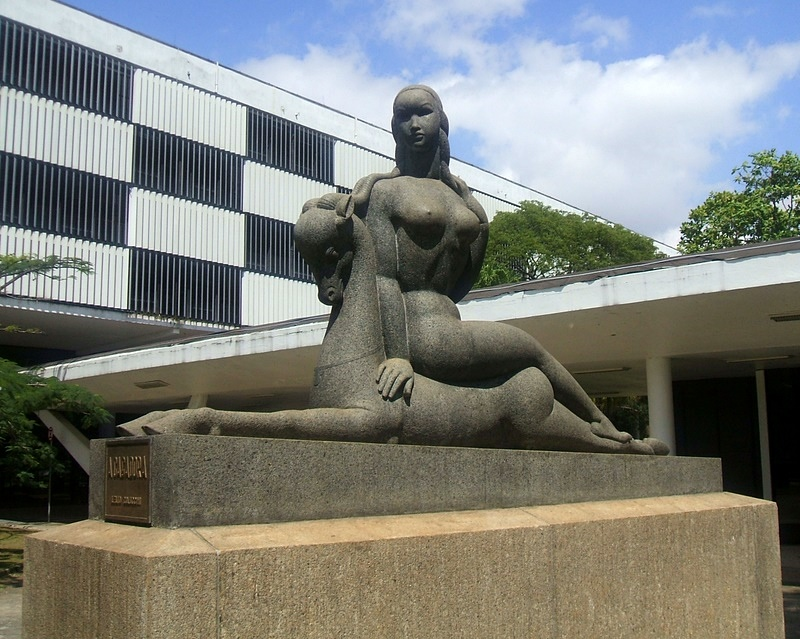
06 : Caçadora
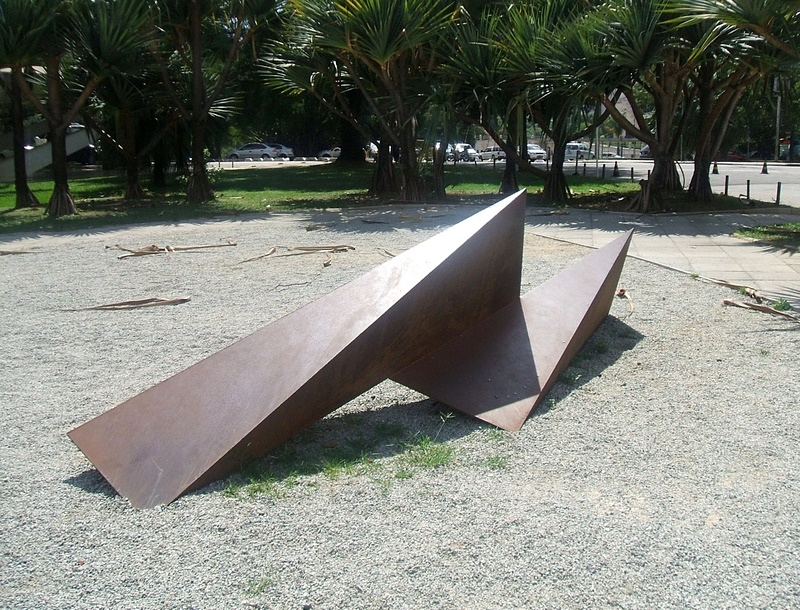
7 : Tetraedros
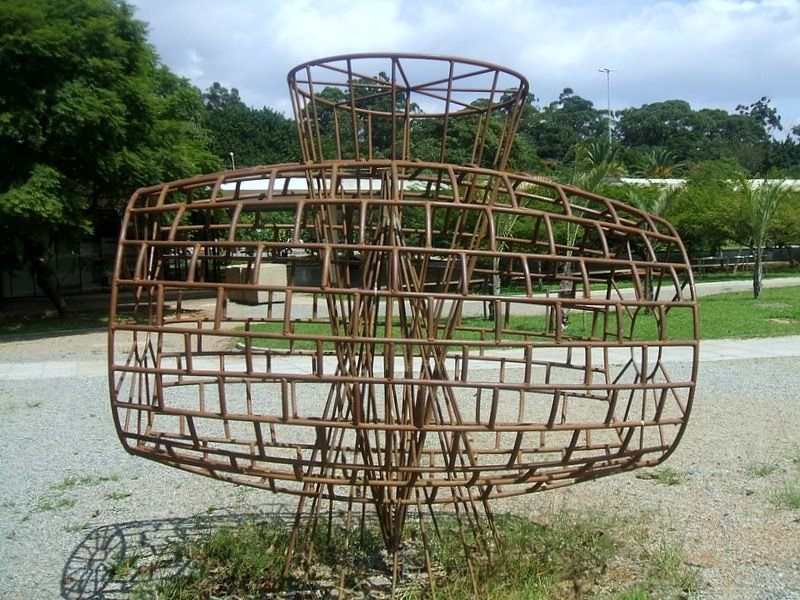
8 : Laminescate
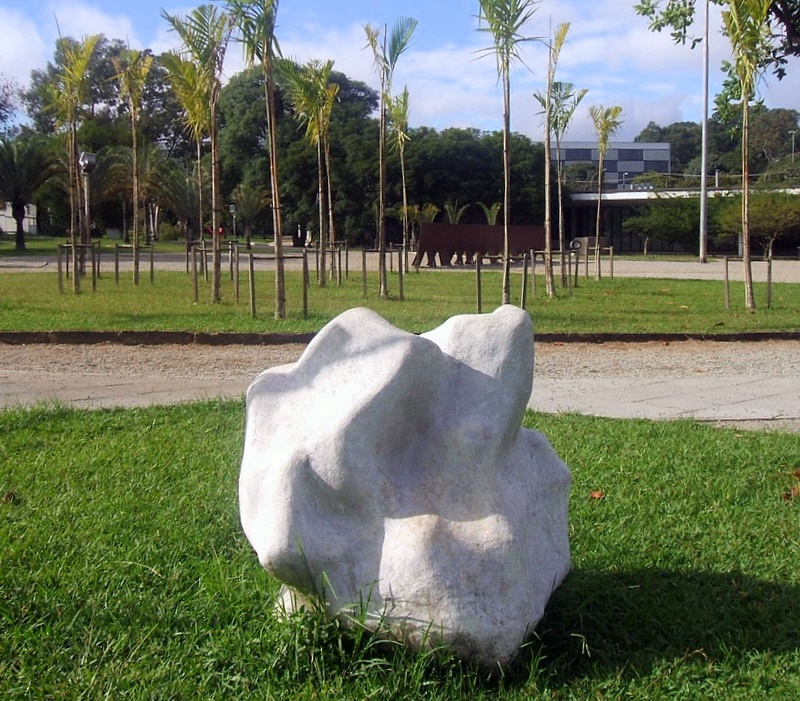
9 : Escultura
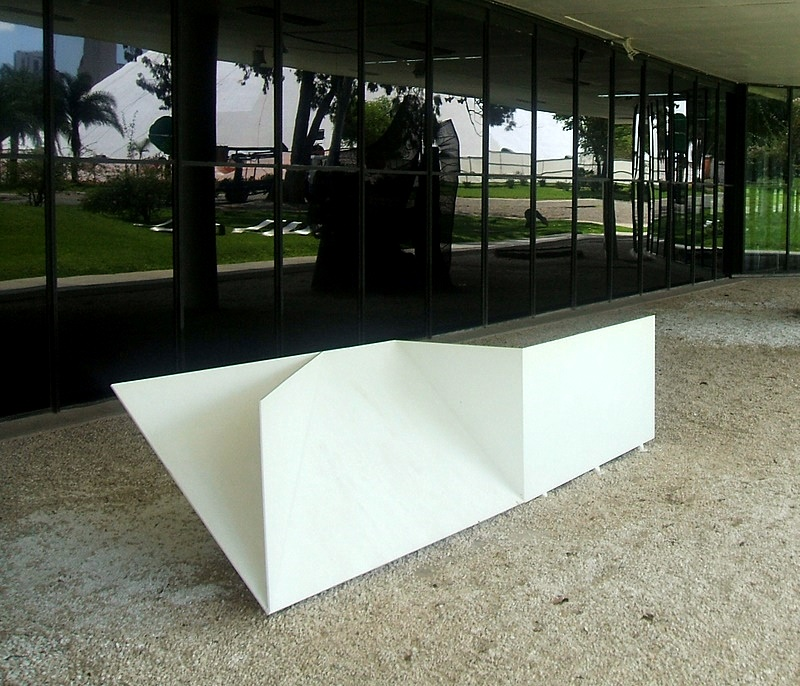
10 : Realidade alusiva
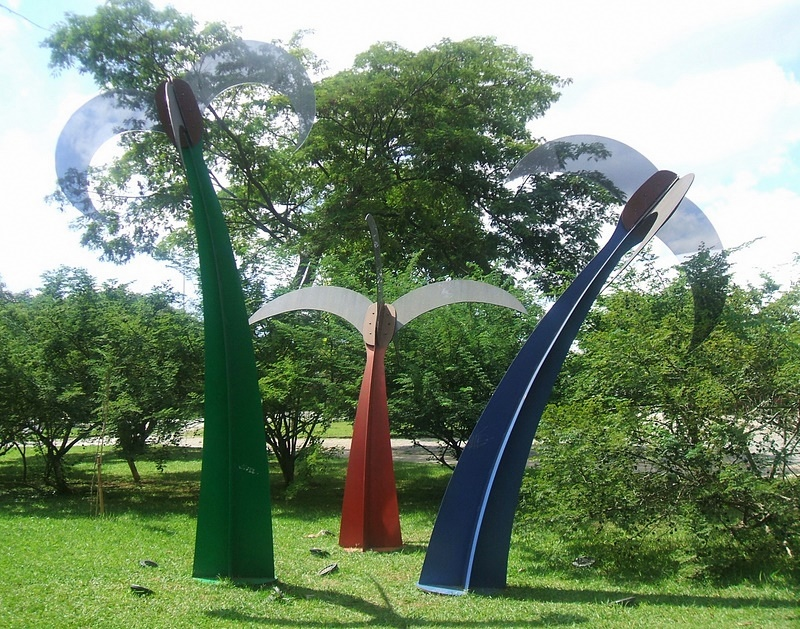
11 : Miragem I, II e III
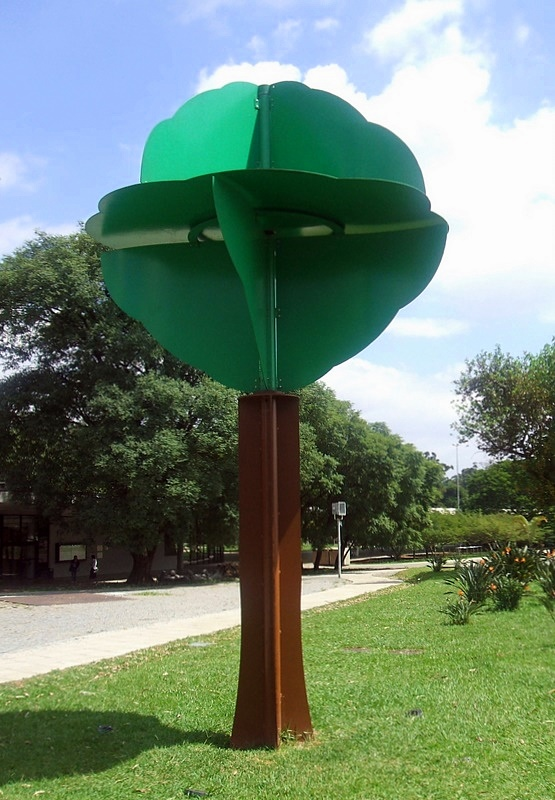
12 : Árvore
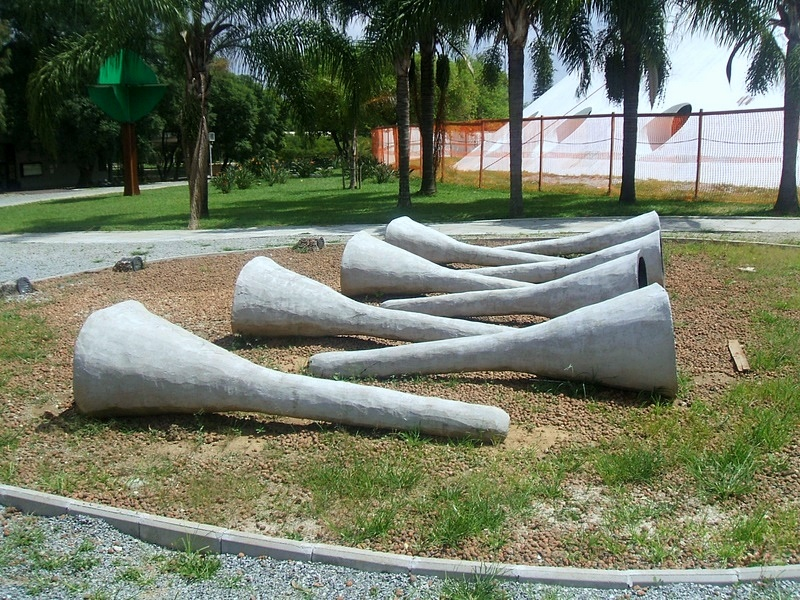
13 : Sem título
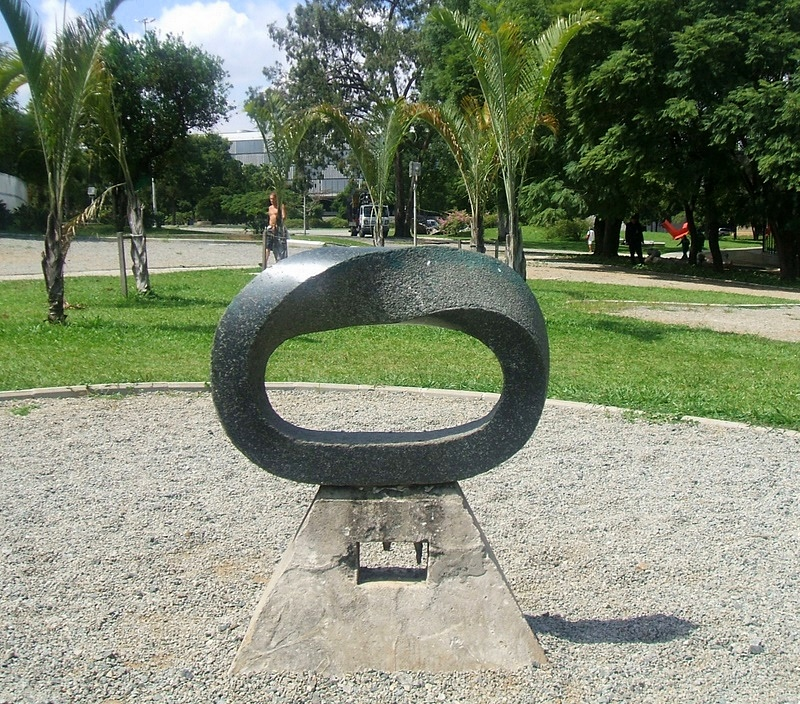
14 : Pedra torcida
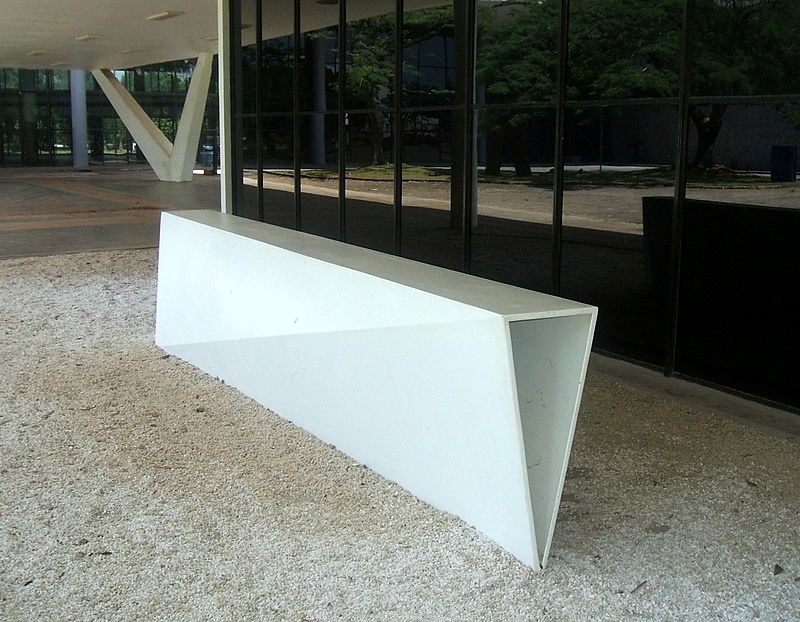
15 : Aparador
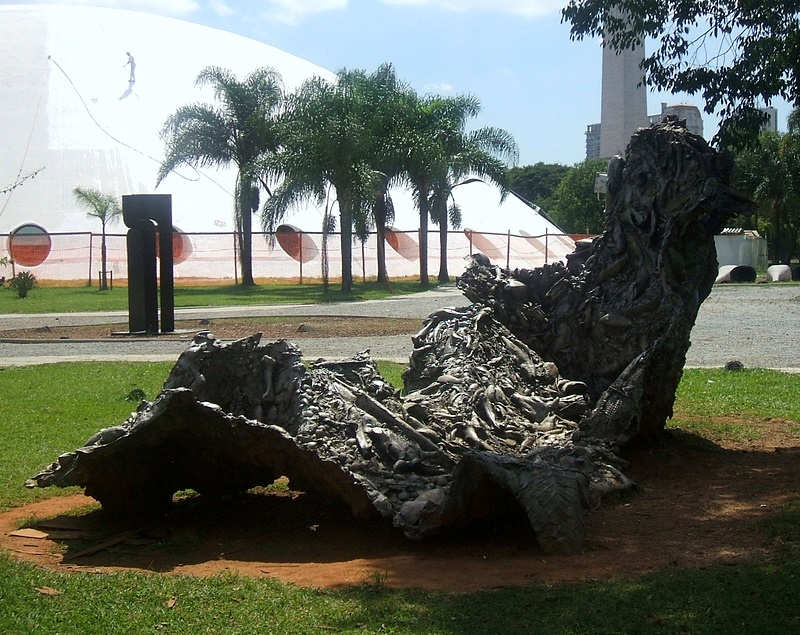
16 : Craca - 2a versão
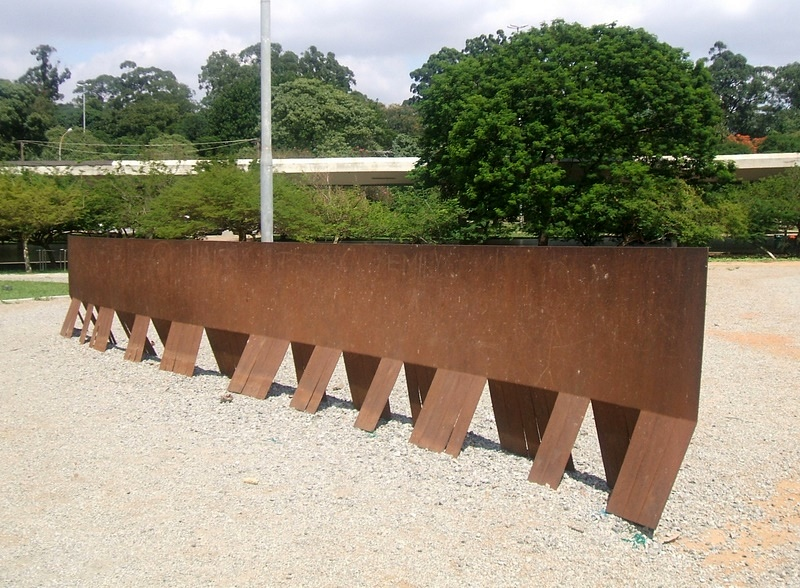
17 : Sem título
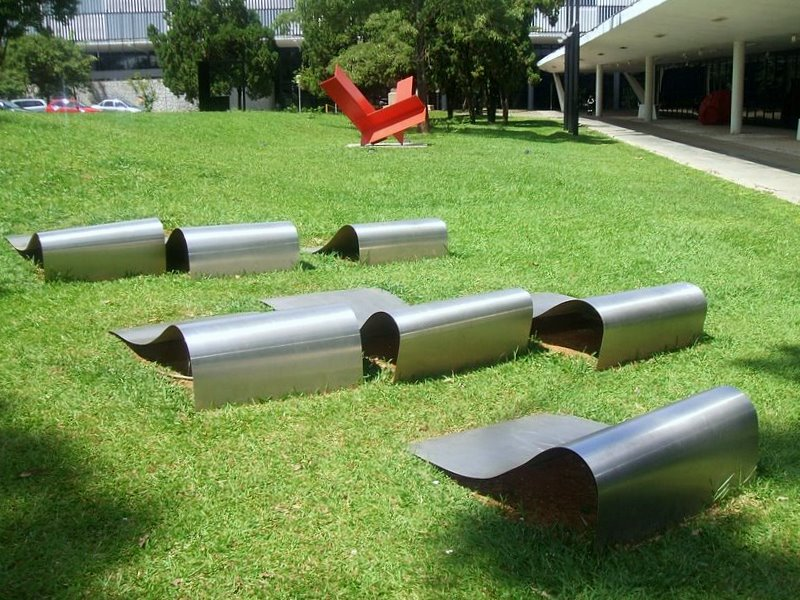
18 : Sete ondas
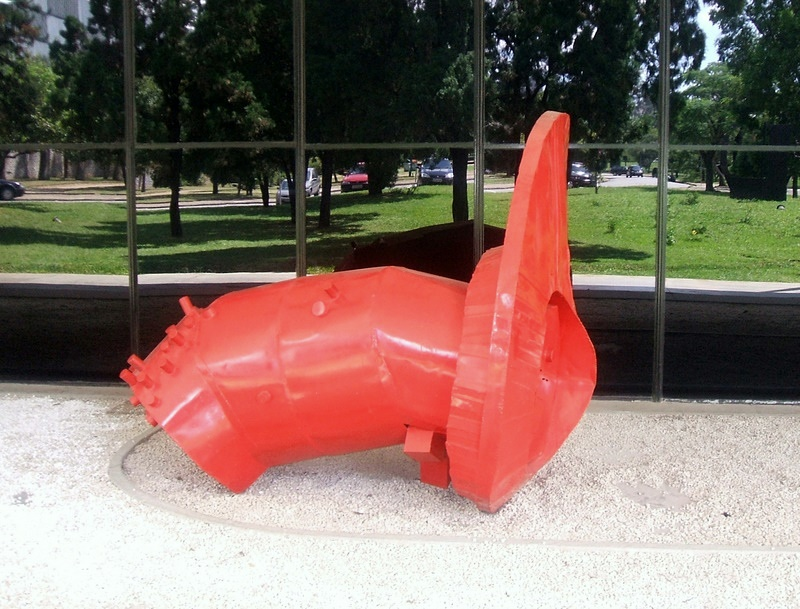
19 : A coisa
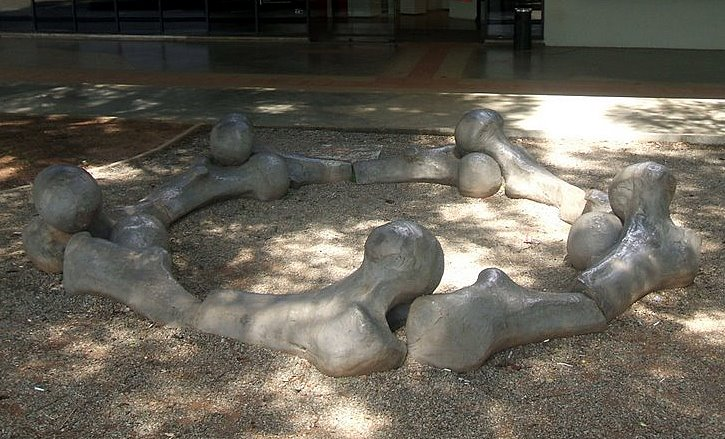
20 : Sem título
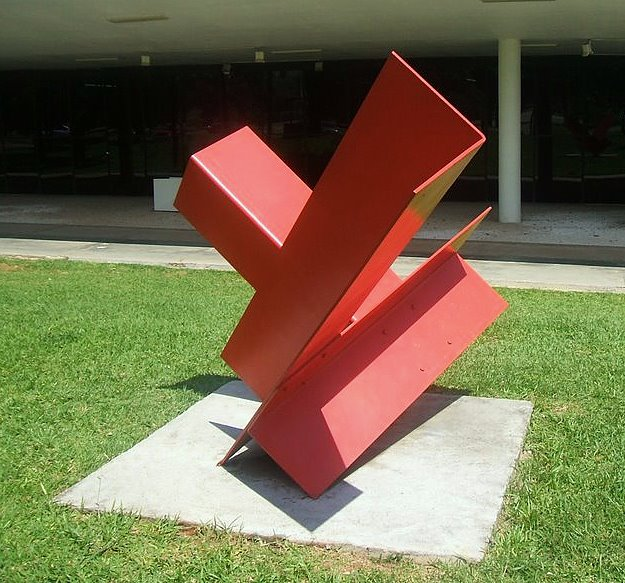
21 : Cantoneiras
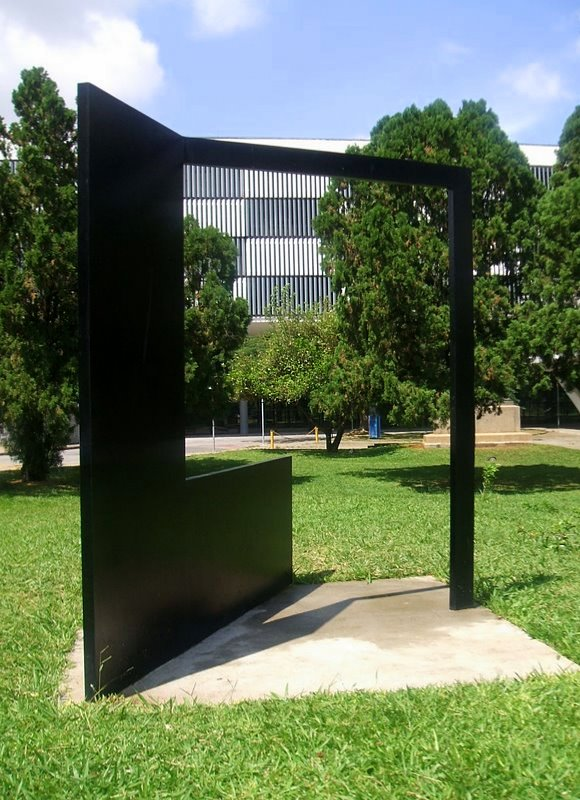
22 : Grande quadrado preto com fita